# Saxifraga nishidae
Saxifraga nishidae är en stenbräckeväxtart som beskrevs av Kingo Miyabe och Kudo. Saxifraga nishidae ingår i Bräckesläktet som ingår i familjen stenbräckeväxter. Inga underarter finns listade i Catalogue of Life.